# Przybyski Potok
Przybyski Potok (słow. Pribišský potok, Pribisko) – potok w słowackich Tatrach Zachodnich, w Dolinie Przybyskiej. Powstaje w górnej części tej doliny zwanej Doliną Klinów z połączenia dwóch potoków spływających po dwóch stronach grzbietu Hrubego Klina. Wschodni z tych potoków (spływający spod Zuberskiego Wierchu) ma kilka cieków tworzących huczące wodospady. Obydwa cieki (wschodni i zachodni) łączą się z sobą u północnych podnóży Hrubego Klina. Przybyski Potok spływa stąd w północnym kierunku do Doliny Zuberskiej.
Są rozbieżności dotyczące ujścia Przybyskiego Potoku. Według Wielkiej encyklopedii tatrzańskiej łączy się on z Siwym Potokiem, tworząc Zuberską Wodę. Sprawa jednak jest bardziej skomplikowana. Według przewodnika Tatry Zachodnie. Słowacja Przybyski Potok jest dopływem Stefkowskiego Potoku. Jeszcze inaczej wygląda to na mapach. Zarówno według mapy słowackiej, jak i polskiej Przybyski Potok ma dwa ujścia; część jego wód płynie na zachód i łączy się z Siwym Potokiem, część zaś spływa innym korytem na północ, wkrótce łączy się ze Stefkowskim Potokiem i uchodzi do Zimnej Wody Orawskiej.